# Somogyvár-Vinkovci kultúra
A Somogyvár-Vinkovci kultúra a magyarországi kora-bronzkor egyik régészeti kultúrája a Dunántúlon.

## Genetika
Gerber Dániel és munkatársai 2023-as Amarcheogenetikai tanulmányában egy Balatonkeresztúrról származó, az M7-es autópályához kapcsolódó ásatások során előkerült, i.e. ~2560-2290 közé keltezhető, feltehetően egy egykori háztartási hulladékgödörben elhelyezett emberi maradványt is vizsgáltak, mely a Somogyvár-Vinkovci kultúrához köthető. Az eredmények alapján a vizsgált egyén genetikai összetétele a korszakban Európában általánosan megfigyelhető komponenseket tartalmazta a régiónak hozzávetőlegesen megfeleltethető arányokban: 17% európai vadászó-gyűjtögető, 40% korai európai földműves és 43% Jamnaja-kultúrához köthető sztyeppei örökséggel rendelkezett. Mitokondriális DNS haplocsoportja K1a3a, Y kromoszómális haplocsoportja R1a-V2670. Genetikai eredetét tekintve, a régészeti megfigyelésekkel összhangban, a Somogyvár-Vinkovci kultúrát megelőző dunántúli Vučedoli kultúrához tartozó populáció (~38%) és egy magas sztyeppei örökséggel rendelkező népcsoport (~62%) adta. Utóbbi feltehetően egy, a Baltikum térségéből származó, korábban nem vizsgált populációhoz köthető.